# Sablatnig SF 4
Die Sablatnig SF 4 war ein im Ersten Weltkrieg entworfenes deutsches Schwimmer-Jagdflugzeug der in Berlin-Kreuzberg ansässigen Sablatnig Flugzeugbau GmbH.

## Entwicklung
Die Entwicklung der SF 4 erfolgte als Reaktion auf eine Ausschreibung der Marineleitung vom 3. August 1916 für ein maritimes Jagdflugzeug zum Schutz der Seefliegerstationen. Der Prototyp wurde am 17. August 1916 bestellt, der Bau wurde von der LVG in Johannisthal übernommen, die mit einigen SF 2 schon vorher die Produktion von Sablatnig-Flugzeugen durchgeführt hatte, und erhielt die Marine-Nummer 900. Anfang 1917 wurde die SF 4 vollendet, am 12. Februar übernahm sie die Marine und überführte sie bis zum 17. Februar 1917 zur Erprobung nach Warnemünde zum Seeflugzeug-Versuchskommando (SVK), die von der Seeflugzeug-Abnahmekommission (SAK) unter Walter Hormel durchgeführt und am 15. April 1917 abgeschlossen wurde.
Der Bau eines zweiten Exemplars mit der Marinenummer 901 begann am 1. Mai 1917 bei der LVG und wurde genau zwei Monate später am 1. Juni abgeschlossen. Auch diese SF 4 ging im September an das SVK, wurde aber im darauffolgenden Jahr am 1. Juni 1918 wieder von Sablatnig übernommen und eine zusätzliche mittlere Tragfläche eingesetzt. Gleichzeitig wurde die Spannweite von 12,03 auf 9,25 m und anscheinend auch die Flügeltiefe verringert, so dass sich die Flügelfläche insgesamt lediglich um 0,12 m² vergrößerte. Am 20. Juli war solchermaßen der Umbau zum Dreidecker abgeschlossen, aber aus unbekannten Gründen wurde sie nach Einbau neuer Rumpfbeschläge bis zum 1. September wieder zum Doppeldecker zurückgebaut und am 1. Dezember 1918 wieder dem SVK übergeben. Letztendlich scheint die SF 4 nicht die Erwartungen erfüllt zu haben, denn ein Auftrag zum Serienbau wurde nicht erteilt.

## Aufbau
Die SF 4 war ein – sofern man die kurzweilige Existenz der Marinenummer 901 als Dreidecker außer Acht lässt – ein einstieliger, gestaffelter und verspannter Anderthalbdecker mit durchgehender oberer Tragfläche und extrem verkürztem Unterflügel. Die äußeren Tragflächenenden des Oberflügels waren durch zwei zusätzliche, dreieckige Spanntürme auf dessen Oberseite gesichert. Der Rumpf mit flachen Seitenwänden lief zum Heck in einer Schneide aus, auf der die schwach ansteigende Seitenflosse aufgesetzt war, darunter befand sich eine Kielflosse. Der Flugzeugführer befand sich in einer offenen Kabine mit dahinter stark hochgezogenen Rumpfrücken. Das Schwimmwerk bestand aus zwei parallel zueinander liegenden, einstufigen Schwimmern, die untereinander und zum Rumpf hin durch Streben verbunden waren, versehen mit zusätzlichen Drahtauskreuzungen sowie Spanndrähten zu den Unterflügeln hin. Die SF 4 war mit einer Luftschraube der Firma Wolff ausgestattet, die einen Durchmesser von 2,85 m mit einer Steigung von 1,65 aufwies.

## Technische Daten

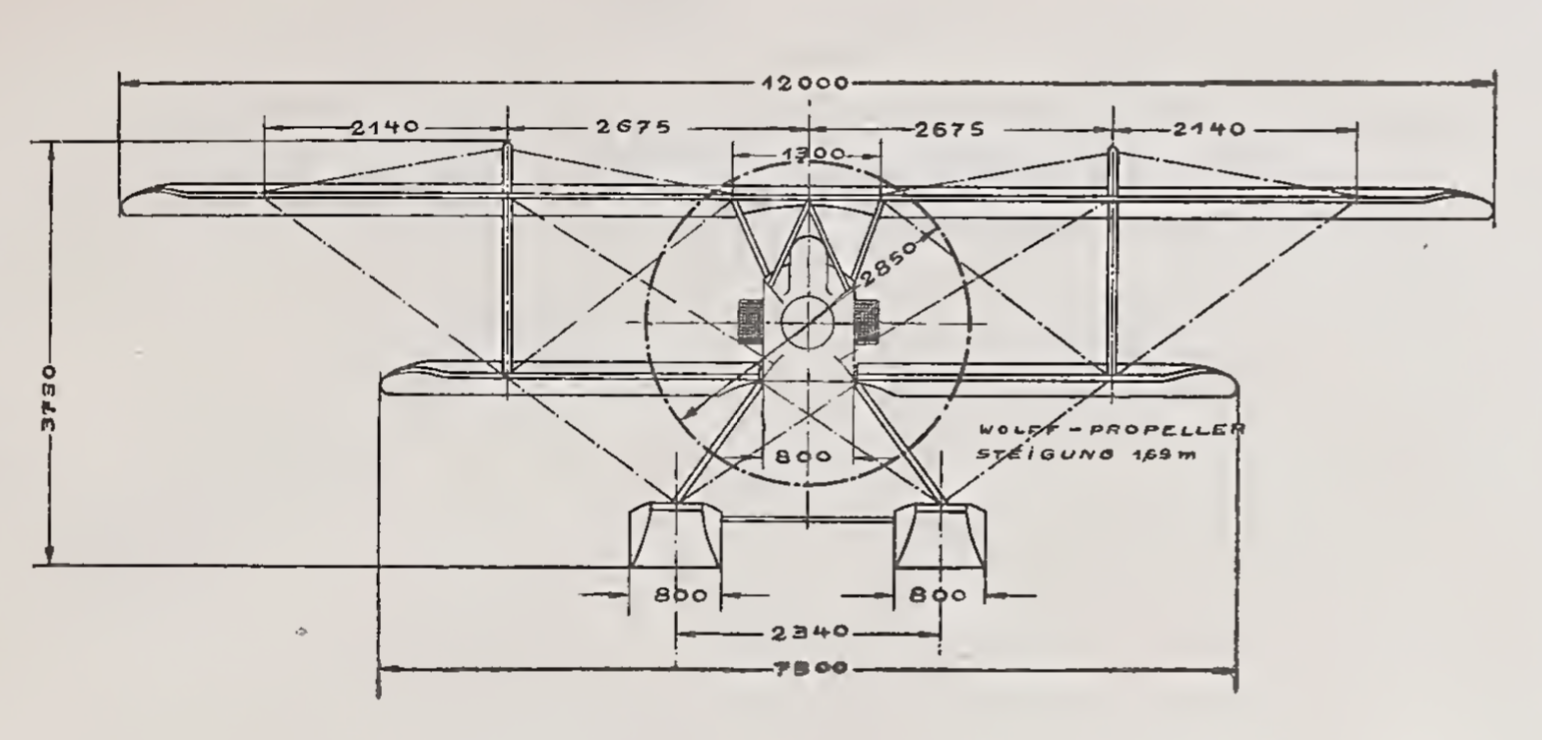
Riss der Vorderansicht der SF 4

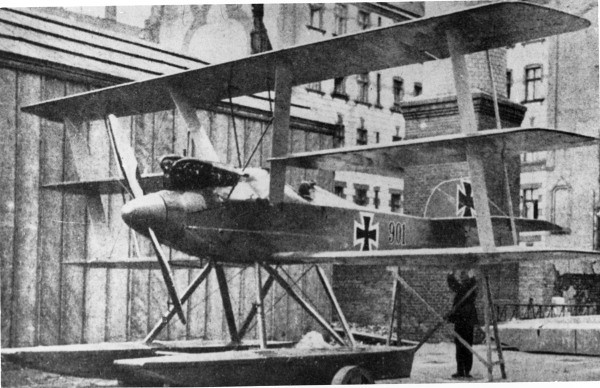
Die Marinenummer 901 als Dreidecker

| Kenngröße                  | Daten                                                                  |
| -------------------------- | ---------------------------------------------------------------------- |
| Besatzung                  | 1                                                                      |
| Spannweite                 | oben 12,03 unten 7,52 m                                                |
| Länge                      | 6,48 m                                                                 |
| Höhe                       | 3,73 m                                                                 |
| Flügelfläche               | 28,26 m²                                                               |
| Querruder                  | 2,34 m²                                                                |
| Höhenruder                 | 1,33 m²                                                                |
| Seitenruder                | 0,54 m²                                                                |
| Flächenbelastung           | 38,00 kg/m²                                                            |
| Leistungsbelastung         | 6,70 kg/PS                                                             |
| Rüstmasse                  | 798 kg                                                                 |
| Zuladung                   | 280 kg                                                                 |
| Startmasse                 | 1078 kg                                                                |
| Antrieb                    | ein wassergekühlter Sechszylinder-Reihenmotor                          |
| Typ                        | Benz Bz III                                                            |
| Startleistung Nennleistung | 161,5 PS (119 kW) 150 PS (110 kW) bei 1420/min                         |
| Kraftstoffvorrat           | 160 l (114 kg)                                                         |
| Höchstgeschwindigkeit      | 158 km/h in Bodennähe                                                  |
| Marschgeschwindigkeit      | 140 km/h                                                               |
| Steigzeit                  | 5,5 min auf 1000 m Höhe 8,5 min auf 1500 m Höhe 14 min auf 2000 m Höhe |
| Startlauf                  | 9 s bei 5–7 m/s Wind                                                   |
| Bewaffnung                 | ein starres 7,9-mm-MG 08/15 mit 500 Schuss                             |